# Магнуссен, Бьёрн
Бьёрн Магнуссен (норв. Bjørn Magnussen; род.2 января 1998 года, Тронхейм) — норвежский конькобежец. Участник зимних Олимпийских игр 2022 года, чемпион мира, 2-кратный бронзовый призёр чемпионата мира, 2-кратный серебряный призёр чемпионата Европы, чемпион Норвегии и 5-кратный призёр. Выступает за команду "Sportsklubben Falken" в Тронхейме.

## Карьера
Бьёрн Магнуссен родился в Тронхейме, где и начал кататься на коньках в возрасте 7-ми лет, следуя по стопам своего отца Ойстейна Магнуссена, который в прошлом  представлял Норвегию в конькобежном спорте, и деда Бьёрна, изучавшего технику конькобежного спорта.. Он тренируется под руководством канадца Джереми Уотерспуна.
В сезоне 2005/06 Бьёрн стал участвовать в клубных соревнованиях, а в 2012 году стал серебряным призёром на чемпионате Норвегии среди молодёжи в мини-многоборье. В 2015 году занял 2-е место в спринтерском многоборье на юниорском чемпионате страны, дебютировал на Кубке мира среди юниоров и на чемпионате мира среди юниоров, где выиграл серебряную медаль в командном спринте. В 2017 году Магнуссен стал 3-м на чемпионате Норвегии на дистанции 500 м. В январе 2017 года он перенёс операцию на колене и выбыл из строя на шесть месяцев.
В сезоне 2017/18 на этапах Кубка мира в Херенвене и Ставангере занял 2-е место в командном спринте и дебютировал в январе 2018 года на чемпионате Европы в Коломне, где занял 4-е место в командном спринте. В марте с партнёрами выиграл командный спринт на этапе Кубка мира в Минске. В 2019 году Бьёрн занял 3-е место в спринте на чемпионате Норвегии и на дебютном индивидуальном чемпионате мира в Инцелле занял 22-е место в забеге на 500 м.
В 2020 году в командном спринте выиграл на чемпионате Европы в Херенвене серебряную медаль и на индивидуальном чемпионате мира в Солт-Лейк-Сити завоевал бронзу. В 2021 году впервые стал чемпионом Норвегии на дистанции 500 м и занял 2-е место в спринте. А вот на чемпионате мира занял только 17-е место в забеге на 500 м. 
На чемпионате Европы 2022 года в Херенвене Бьёрн вновь стал серебряным призёром в командном спринте и занял 6-е место в забеге на 500 м, а в феврале на зимних Олимпийских играх в Пекине занял 17-е место на дистанции 500 м и 25-е на 1000 м. В марте на чемпионате мира в спринтерском многоборье в Хамаре он выиграл золотую медаль с партнёрами в командном спринте и стал 6-м в многоборье.
В 2022 году он перенёс разрыв двуглавой мышцы бедра на ноге, и у него также был тендинит в ноге. Ему сделали операцию на колене и сезон 2022/23 Бьёрн начал только в феврале 2023 года на 6-м этапе Кубка мира, где занял 2-е место в командном спринте, после чего участвовал на индивидуальном чемпионате мира на отдельных дистанциях в Херенвене и выиграл второй раз бронзовую медаль в командном спринте, а на дистанции 500 м занял 16-е место.

## Личная жизнь
Бьёрн Магнуссен увлекается горными лыжами, рыбалкой, киберспортом. Окончил Норвежский университет естественных и технических наук в Тронхейме и получил степень бакалавра в области инженерии.